# 松山东云短期大学
松山东云短期大学（日语：／ Matsuyama Shinonome Tanki Daigaku *），简称Shinotan，是一所位于日本爱媛县松山市的私立短期大学。

## 概要

### 简介
- 学校最早可以追溯到1886年。短期大学成立于1964年[1]、由学校法人松山东云学园经营、来源于新教[2]。招収只女学生从开办[3]。

### 历史
- 1964年 松山东云短期大学成立并同时设置食物科[1]。
- 1966年 三个学科成立、以下列举。
  - 家政科
  - 保育科
  - 英文科
- 1984年 秘书科成立。
- 1987年 学科改编为、以下列举。
  - 家政科→拆分为生活科学科生活环境专攻,生活文化专攻
  - 食物科→生活科学科食物营养专攻
- 1998年 英文科招生最后、次年停止招生（正式停办于2000年7月28日[4]）。
- 1999年 生活科学科两个专攻改编为

生活文化专攻改编为生活文化学科。生活环境专攻改编为生活设计专攻。
- 2002年 福利专攻成立于专科（停办于2009年）[1]。
- 2007年 生活文化学科招生最后、次年停止招生（正式停办于2009年9月30日[4]）。
- 2008年 护理福利专攻成立于生活科学科[1]。
- 2010年 生活科学科生活设计专攻招生最后、次年停止招生[4]。

### 宪章
- 请参看松山东云短期大学的标志 （页面存档备份，存于） （日語） 2014年1月30日阅览。

## 学校环境
- 校区：在爱媛县松山市

## 历任校长
- ニ宫源兵：第一代短期大学校长[1]。
- 栋方信彦：最后现在短期大学校长[5]

## 组织

### 学科
- 保育科
- 生活科学科
  - 生活设计专攻[注 1]
  - 食物营养专攻
  - 护理福利专攻
- 生活文化学科[注 2]
- 英文科[注 3]
- 秘书科

### 专科
| - 福利专攻 |

### 业余课程
| - 没有 |

### 附属学校
| - 幼儿园 |

### 附属机关
| - 图书馆 - 育儿支援东云广场蒲公英 |

## 相关链接
- 日本短期大学列表
- 松山东云女子大学